# Solum
Solum är en kyrkby i Skiens kommun i Telemark fylke i sydöstra Norge. Byn ligger vid riksväg 36, cirka sex kilometer sydväst om staden Skien.
Byn utgjorde tidigare centralort i dåvarande Solums kommun i Telemark fylke.